# Porter Motor Company
Porter Motor Company war ein US-amerikanischer Hersteller von Automobilen.

## Unternehmensgeschichte
Major D. Porter, der Arzt Abner T. Wells und Dalton Fallon gründeten 1900 das Unternehmen. Porter war der Erfinder und seit 1886 im Motorengeschäft, die beiden anderen die Geldgeber. Der Sitz war in Boston in Massachusetts, während sich das Werk im nahegelegenen Allston befand. Sie begannen mit der Produktion von Automobilen. Der Markenname lautete Porter. 1901 endete die Produktion.
Es bestand keine Verbindung zur American & British Manufacturing Corporation, die einige Jahre später ebenfalls Personenkraftwagen der Marke Porter anbot.

## Fahrzeuge
Das einzige Modell war ein Dampfwagen. Er hatte einen Dampfmotor mit zwei Zylindern. Der offene Aufbau bestand aus Aluminium. Es war ein Runabout mit Platz für zwei Personen. Eine Besonderheit war, dass der Motor stoppte, wenn der Lenk- und Bedienhebel losgelassen wurde. Der Neupreis lag zwischen 750 und 1000 US-Dollar.